# A Espia (série de televisão)
A Espia é uma série de televisão portuguesa de drama histórico criada por Pandora da Cunha Telles e Pablo Iraola, realizada por Jorge Paixão da Costa (com realização adicional de João Maia e Edgar Pêra) e produzida pela Ukbar Filmes, em co-produção com a RTP e a Ficcion Producciones. É protagonizada por Daniela Ruah, Maria João Bastos, Diogo Morgado, Adriano Carvalho e Luís Eusébio nos papéis principais. A série estreou no dia 8 de abril de 2020, na RTP1, e concluiu a transmissão a 27 de maio de 2020.

## Sinopse
1941, 2ª Guerra Mundial. Portugal vive na neutralidade. Na sombra, muitos portugueses decidem servir os Aliados, mas também forças do Eixo, ou ambos em simultâneo. Maria João Mascarenhas (Daniela Ruah) trabalha para o sogro (António Capelo) numa empresa de transportes. Aliciada pela sua amiga Rose Lawson (Maria João Bastos), procura informações sobre os carregamentos de volfrâmio. Entre festas, casinos e mensagens codificadas, as duas envolvem-se numa intriga diplomática. Sobre a mesa, encontra-se uma rede que pode destruir o país.
Os ingleses, Major Jack Beevor (Pedro Lamares) e Richard Thompson (Marco d’Almeida), pretendem evitar uma possível invasão alemã. O escolhido para esta missão é o Selecionador Nacional: Cândido de Oliveira (Sisley Dias). Por outro lado, o espião alemão da SD, William Larenz (Adriano Carvalho), tenta convencer o agente Paulo da PVDE (Luís Eusébio) de que são os ingleses que estão prestes a ocupar Portugal. Paralelamente, Ribeiro Casais (Joaquim Nicolau) e Vieira (Nuno Gil) da Legião Portuguesa colaboram com os aliados para preparar Portugal em caso de invasão.
Maria João parece reunir todos os atributos de uma espia perfeita: sedutora, inteligente e idealista. Mas ao aproximar-se do engenheiro alemão Siegfried Brenner (Diogo Morgado) vai compreender o preço de viver uma vida dupla…

## Elenco
- Daniela Ruah como Maria João Mascarenhas
- Maria João Bastos como Rose Lawson
- Diogo Morgado como Siegfried Brenner
- Adriano Carvalho como William Larenz
- Luís Eusébio como Agente Paulo Santos
- Marco d'Almeida como Richard Thompson
- Pedro Lamares como Major Jack Beevor
- Sisley Dias como Cândido de Oliveira
- Patrícia Tavares como Alice
- António Capelo como Nicolau Mascarenhas

### Elenco secundário
- Adriano Luz como Agostinho Lourenço
- Joaquim Nicolau como Ribeiro Casais
- Miro Magariños como Manoel García
- Xosé Barato como Emílio Riquelme
- Manuel San Martín como Mikhail Tereshchenko
- Miguel Frazão como Carlos
- Afonso Lagarto como Roberto Moisés da Silva
- João Villas-Boas como Antero
- Daniel Viana como José Silva
- Pedro Inês como Ian Fleming
- Nuno Gil como Vieira
- María Costas como Luísa Duarte Mascarenhas
- Matilde Serrão como Teresinha Mascarenhas
- Sofia Espírito Santo como Fortunata
- Romeu Costa como Franz Weber
- Lúcia Moniz como Martha Brenner
- Raimundo Cosme como Agente Simões
- João Pedro Mamede como Agente Samuel
- Fernando Rodrigues como Kurt Dithmer
- Ana Saragoça como Secretária Maria
- Paula Luís como Secretária Carmo
- Almeno Gonçalves como António Ferro
- António Melo como Duarte Pacheco
- Eloy Monteiro como Sir Ronald Campbell
- Alberto Quaresma como António de Oliveira Salazar
- Eva Tecedeiro como Françoise
- Carlos Sebastião como Padre
- Carmen Santos como Fernanda de Castro
- Luísa Ortigoso como Amiga Luísa Mascarenhas
- Francisco Arraiol como Funcionário Jorge
- Maria d'Aires como Dona Patrocínio

## Episódios
| N.º | Título           | Exibição original   | Audiência (espectadores) | Audiência (share) |
| --- | ---------------- | ------------------- | ------------------------ | ----------------- |
| 1   | "Episódio n.º 1" | 8 de abril de 2020  | 609 800                  | 10,5%             |
| 2   | "Episódio n.º 2" | 15 de abril de 2020 | 610 000                  | 10,7 %            |
| 3   | "Episódio n.º 3" | 23 de abril de 2020 | 522 800                  | 9,2 %             |
| 4   | "Episódio n.º 4" | 29 de abril de 2020 | 470 000                  | 8,4 %             |
| 5   | "Episódio n.º 5" | 6 de maio de 2020   | 500 000                  | 8,7 %             |
| 6   | "Episódio n.º 6" | 13 de maio de 2020  | 526 000                  | 9,3 %             |
| 7   | "Episódio n.º 7" | 20 de maio de 2020  | ASD                      | [ 5 ]             |
| 8   | "Episódio n.º 8" | 27 de maio de 2020  | 379 100                  | 7,5 %             |

## Prémios
Troféus de Televisão TV 7 Dias/Impala
| Ano  | Categoria    | Resultado |
| 2021 | Melhor Série | Indicado  |